# Francesco Pasquale Ricci
Francesco Pasquale Ricci  (né le 17 mai 1732 à Côme et mort le 7 novembre 1817 à Loveno) est un compositeur et violoniste italien.

## Biographie
Né à Côme dans une famille de riches marchands, Ricci se consacre à des études littéraires et musicales à Milan.
Après avoir beaucoup voyagé, il s'installe quelque temps à Paris. De retour à Côme, il est ordonné prêtre en 1758 et, grâce à cette nomination, devient l'année suivante maître de chapelle de la cathédrale de la ville.
Entre 1764 et 1780, il séjourne presque continuellement à l'étranger, travaillant en Allemagne, aux Pays-Bas, en France, en Angleterre, en Belgique et en Suisse. À la même époque, il travaille à La Haye, dans l'orchestre de la cour de Guillaume V d'Orange, où il écrit plusieurs œuvres pour le prince et pour d'autres membres de la cour.
Ricci a également corrigé les œuvres de Josina van Boetzelaer, une remarquable compositrice néerlandaise.
Six de ses quintettes ont été publiés à Londres en 1768 par Peter Welcker.
Avec Johann Christian Bach, Ricci est le co-auteur d'une méthode de piano intitulée Méthode ou recueil de connaissances élémentaires pour le forte-piano ou clavecin (Method or collection of elementary studies for the piano or harpsichord, 1786), dont Ricci fournit le texte et Bach les pièces.
En 1780, Ricci retourne à Côme, où il continue à être actif en tant que compositeur de musique sacrée dans toutes les églises du centre ville.
En raison de sa notoriété et de ses nombreuses amitiés dans le domaine musical, il commence à construire une villa à Blevio où il peut recevoir ses invités. Cependant, Ricci n'a pas le temps de voir l'achèvement de l'œuvre, car il meurt en 1817 à Loveno, où il s'était installé entre-temps. C'est peut-être la raison pour laquelle la villa, aujourd'hui connue sous le nom de Villa Bellavista ou Villa Belvedere, s'appelait d'abord Villa Malpensata.
Les biens du compositeur ont été légués à l'Ospedale Sant'Anna et son pianoforte est conservé au Museo Giovio de Côme. Les Archives de l'État à Côme conservent la correspondance de Ricci, une collection de près de 200 lettres datant des années 1750 au début des années 1800 et constituée de lettres de recommandations, de lettres d'éditeurs de musique et de lettres d'élèves de Ricci : la plupart des lettres sont écrites en français — la lingua franca du XVIIIe siècle —, quelques-unes en italien, un petit nombre en anglais, une en néerlandais et une en latin.

## Enregistrements
- Atalanta Fugiens : Six Symphonies, dir. Vanni Moretto (label Deutsche Harmonia Mundi, dans la collection Archivio della sinfonia milanese)
- Alla Maniera Italiana Ensemble : Six String Quartets Op. VIII (label Urania Records)

## Sources
- (it) Cet article est partiellement ou en totalité issu de l’article de Wikipédia en italien intitulé « Francesco Pasquale Ricci » (voir la liste des auteurs).